# Alastair Mackenzie
Alastair Mackenzie, född 8 februari 1970 i Trinafour nära Perth i Skottland (ungefär 20 miles ifrån där Karl för sin kilt spelades in), är en brittisk (skotsk) skådespelare. 
Mackenzie bor numera i Islington i London med sin fru, skådespelaren Susan Vidler som han har en dotter och en son med, Martha och Freddy. Han har en bror som heter David Mackenzie som är regissör. 
Alastair Mackenzies karaktär "Archie" vann tillsammans med Dawn Steeles karaktär "Lexie" priset "Best couple" i BBC:s Best of Awards - People's Choice år 2002 för deras insats i tv-serien Karl för sin kilt. Han har senare medverkat i serier som Borgen och Wolf Hall.

## Filmografi i urval
- 1994 – Lovejoy (TV-serie)
- 2000–2003 – Karl för sin kilt (TV-serie)
- 2004 – Poirot (TV-serie)
- 2006 – Romerska rikets uppgång och fall (TV-serie)
- 2010 – Kommissarie Lewis (TV-serie)
- 2013 – Borgen (TV-serie)
- 2013 – Agatha Christie's Marple (TV-serie)
- 2015 – Wolf Hall (TV-serie)
- 2016 – Morden i Midsomer (TV-serie)
- 2018–2021 – Saknad, aldrig glömd (TV-serie)
- 2023 – Vigil (TV-serie)